# 邓秋草

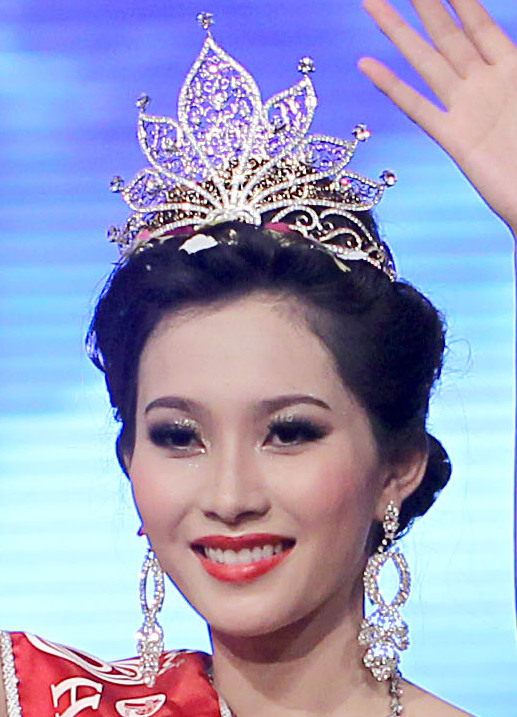
邓秋草（摄于2012越南小姐大赛）

邓秋草（1991年2月14日—），為一名越南模特兒，出生於薄寮省洪民县岸蒢市镇统一邑。在高中毕业前夕，父亲突然生病，家中经济陷入困境，一度让她放弃选美的梦想。高中毕业后，邓秋草半工半读赚钱，曾在芹苴市学化妆、在超市卖化妆品，也曾当咖啡店店员，最后为避免影响学业，加上获得母亲支持，她不再工作，专心学业。2012年，获得2012年九龙江平原小姐选美比赛冠军。2012年在岘港市仙山体育宫举办的第13届越南小姐选美比赛上，尚是芹苴市西都大学财经系学生的邓秋草再获冠军，是首位来自越南西南部地区的选美小姐。